# Orocovis (plaats)
Orocovis is een plaats (zona urbana) in het Amerikaanse unincorporated territory Puerto Rico, en valt bestuurlijk gezien onder gemeente Orocovis.

## Demografie
Bij de volkstelling in 2000 werd het aantal inwoners vastgesteld op 909.

## Geografie
Volgens het United States Census Bureau beslaat de plaats een oppervlakte van
0,3 km², geheel bestaande uit land. Orocovis ligt op ongeveer 513 m boven zeeniveau.

## Plaatsen in de nabije omgeving
De onderstaande figuur toont nabijgelegen plaatsen in een straal van 24 km rond Orocovis.